# Eis (raper)
Eis, dawniej Aes, właściwie Jacek Nalewajko (ur. 7 lutego 1983 w Warszawie) – polski raper, autor tekstów, freestyle'owiec i przedsiębiorca. Członek zespołu Elemer i kolektywu Obrońcy Tytułu. Prowadził również solową działalność artystyczną.
Współpracował z takimi wykonawcami, jak Grammatik, Małolat, DJ Twister, Włodi, Ten Typ Mes, Noon, PRO8L3M, Pelson, Stare Miasto, Red, Vienio, Echo, O.S.T.R., Ajron, DJ Panda, czy Pezet.
W 2012 roku znalazł się na 9. miejscu listy najlepszych polskich raperów opublikowanej przez serwis Porcys.

## Biografia
Znany z występów w grupie muzycznej Elemer. Nazwa Elemer wzięła się od skrótu LMR, co oznacza „Liga młodych rozbójników”. Wraz z zespołem wydał trzy albumy: dwa nielegale LMRWK z 1999, Nadejdzie świt z 1999 oraz wydany 2001 roku album Poszło w biznes. W międzyczasie gościł m.in. na płytach zespołów Grammatik i Stare Miasto.
W 2003 roku ukazał się jedyny solowy album rapera pt. Gdzie jest Eis?. W latach późniejszych raper wystąpił gościnnie na płytach Małolata i Ajrona, Vienia i Pelsona oraz Włodiego. Planowana druga solowa płyta rapera nigdy się nie ukazała. Po 2005 roku Eis zaprzestał działalności artystycznej.
W 2009 roku ukazał się bootleg „Napad na baun$” zawierający zbiór utworów wcześniej niepublikowanych jak i gościnnych zwrotek rapera na albumach innych wykonawców.
Płyta Gdzie jest Eis? została doceniona dopiero kilka lat po premierze. Od osób związanych z raperem można było dowiedzieć się, że Eis rozpoczął nagrywanie swojej drugiej płyty, jednak na tym się skończyło.
W 2016, po 11 latach od swojego ostatniego nagrania, Eis wystąpił gościnnie w utworze „Dr Melfi” grupy PRO8L3M. Jego zwrotka znalazła się na wydaniu LP debiutanckiego albumu grupy (nie ma jej natomiast na wydaniu CD).
Od 2019 członek zarządu i główny udziałowiec Donald Media sp. z o.o., wydawcy serwisu donald.pl.

## Życie prywatne
Raper był przez pewien czas związany z polską aktorką Kasią Bujakiewicz. 

## Dyskografia
Albumy solowe
| Rok  | Album                                                       | Pozycja na liście | Sprzedaż      |
| Rok  | Album                                                       | POL               |               |
| ---- | ----------------------------------------------------------- | ----------------- | ------------- |
| 2003 | Gdzie jest Eis? - Data: 2 sierpnia 2003 - Wydawca: T1-Teraz | 2                 | - POL: 3 000+ |

Notowane utwory
| Rok  | Tytuł           | Pozycja na liście | Album           |
| Rok  | Tytuł           | SLiP              | Album           |
| ---- | --------------- | ----------------- | --------------- |
| 2003 | „Najlepsze dni” | 49                | Gdzie jest Eis? |

## Teledyski
| Rok  | Tytuł              | Źródło |
| ---- | ------------------ | ------ |
| 2003 | „Najlepsze dni”    | [ 13 ] |
| 2003 | „Teraz albo nigdy” | [ 14 ] |